# Parque nacional de Samaria
El Parque nacional Samaria (Griego: Σαμαριά) al oeste de Creta está localizado a unos 50 km de la ciudad de La Canea. Allí se encuentra la garganta más larga de Europa y una de las más estrechas. Tiene 16 km de largo y en ciertos puntos mide menos de 2,5 metros de ancho. La entrada queda a 1.250 m de altitud descendiendo hasta el nivel del mar.
El parque está abierto entre mayo y octubre de 6 a 15 h. Existen recorridos señalizados que pueden seguir los visitantes. Aquellos que deseen recorrer otras zonas debe solicitar un permiso previo a las autoridades del parque. Dada la distancia a recorrer, no se recomienda la visita a niños menores de 9 años. Las mascotas están permitidas en el sitio.